# Inboedelwaardemeter (Nederland)
Een inboedelwaardemeter is in Nederland de meest gebruikte methode om de hoogte van de verzekerde som van een inboedelverzekering vast te stellen. Bij een inboedelwaardemeter wordt aan de hand van een aantal factoren een verzekerde som voor de inboedelverzekering vastgesteld. De verzekeraar geeft vervolgens in de meeste gevallen een garantie tegen onderverzekering af. Bij een garantie tegen onderverzekering garandeert de verzekeraar dat er bij een schade geen beroep wordt gedaan op eventuele onderverzekering.

## Soorten inboedelwaardemeters
Het Verbond van Verzekeraars stelt elk jaar een nieuwe inboedelwaardemeter op. Daarnaast hanteren de meeste verzekeraars eigen inboedelwaardemeters, die veelal van het model van het Verbond van Verzekeraars zijn afgeleid.

## Puntentelling
Bij de inboedelwaardemeter geeft de verzekeringnemer zijn of haar situatie op per vraag. Doorgaans wordt gevraagd naar de gezinssamenstelling, de leeftijd van de hoofdkostwinner, het netto inkomen van het gezin, de WOZ-waarde van de woning en of de woning een huur- dan wel koopwoning betreft. Elk antwoord geeft een aantal punten. Het puntentotaal wordt vermenigvuldigd met een factor, doorgaans € 1.000. De uitkomst geeft de waarde van de inboedel. In deze waarde zijn standaard bedragen meegenomen voor audio- en computerapparatuur (meestal € 12.500), lijfsieraden (meestal € 6.000) en overige bijzondere bezittingen, zoals antiek, kunst en muziekinstrumenten (meestal € 12.500).

## Geldigheid
De inboedelwaardemeter is doorgaans vijf jaar geldig. Dit betekent dat de verzekeraar na verloop van vijf jaar de verzekeringnemer zal verzoeken een nieuwe inboedelwaardemeter in te vullen. Ook bij verhuizing en na een schade kan om het opnieuw invullen van de inboedelwaardemeter worden gevraagd.

## Garantie tegen onderverzekering
Na het invullen van de inboedelwaardemeter geeft de verzekeraar een garantie tegen onderverzekering af. Dit zal doorgaans worden geregeld in een clausule. De verzekeraar geeft hiermee de garantie af dat bij een schade geen beroep wordt gedaan op onderverzekering. De garantie geldt niet als bij het invullen van de inboedelwaardemeter is gefraudeerd. Voor een aantal zaken (audio- en computerapparatuur, lijfsierden en bijzondere bezittingen) geldt doorgaans een standaarddekking. Wanneer de waarde van deze zaken de standaarddekking overschrijdt, zal met de verzekeraar overeenstemming moeten worden bereikt over een verhoogde dekking.